# Марш, Мишель (актриса)
Мише́ль Ноэ́ль Марш (англ. Michele Noelle Marsh), в девичестве — Бу́лер (англ. Buhler; 20 декабря 1946, Мюлуз, Франция) — американская актриса

.

## Биография и карьера
Мишель Ноэль Булер родилась в Мюлузе, Франция, в семье швейцарского композитора Филиппа Анри Булера (1919 года рождения, Лозанна, Швейцария) и Колетт Джинн Булер, урождённой Дэролл (родилась в 1925 году в Каоре, Франция). С июня 1949 года по август 1950 года она проживала с родителями в Стэмфорде, штат Коннектикут, где её отец преподавал теорию музыки в частных школах. В октябре 1950 года они переехали в Вашингтон, а в следующем году — в Идилливиль, штат Калифорния, где её отец преподавал в частной школе «Школа пустыни». Она училась в начальной школе в Идилливиле и в Музыкальной школе искусств, в 1959 году семья переехала на северный полуостров Монтерей. Впервые на сцене она появилась в мюзикле «Король и я» в театре в Монтерее, играя ребёнка.
Получив степень бакалавра в области изобразительного искусства, она устроилась в Театр Американской консерватории в Сан-Франциско.
Известна своей ролью Ходел, второй из пяти дочерей Тевье, которая влюбляется в студенческого радикала, в фильме «Скрипач на крыше» в 1971 году. Она снималась, в основном, на телевидении и играла в театре Западного побережья.
В 1965—1970 годы Мишель была замужем за Ван Кейдом Маршом-младшим, после развода с которым не стала возвращать свою девичью фамилию. В 1972—1981 годы Марш была замужем за актёром Джоэлем Рудником. С 15 мая 2005 года она замужем в третий раз — за отставным судебным адвокатом Питером Сабади.
Сейчас она живёт в Идилливиле, Калифорния, где выступает с Театром актёров Идиллия.

## Избранная фильмография
| Год  |   | Русское название      | Оригинальное название | Роль  |
| ---- | - | --------------------- | --------------------- | ----- |
| 2008 | с | Отчаянные домохозяйки | Desperate Housewives  | Шейла |
| 2011 | с | Доктор Хаус           | House                 | Бетти |